# 杰卡 (澳大利亚首都特区)
杰卡（英语：Jacka），是位于堪培拉下属甘加林城区北部的一个郊区，在北部为新南威尔士州，在东部与邦纳隔着Roden Cutler Drive接壤，在南部与阿马鲁隔着Horse Park Drive接壤，在西部和西北部分别是蒙克里夫和泰勒两区，距甘加林镇中心和堪培拉市中心约4公和16公里。该区得名于阿尔伯特·杰卡，他是第一次世界大战期间第一个荣获维多利亚十字勋章的澳大利亚人，因为他在加里波利战役期间的行动而获得维多利亚十字勋章。

## 开发
竣工后预计可容纳约1500个街区，并包含多种住房类型，包括：
- 标准住宅
- 中、高密度住宅
- 紧凑型住房
- “保障性住房”[2]

## 遗产
杰卡的一个重要特色是位于中央山谷中南部的马匹公园湿地。湿地以及“Horse Park Homestead Complex、Sedgeland及周边地区”现已列入国家遗产名录。该湿地是澳南沙锥的重要栖息地，这种鸟类每年从澳大利亚东南部迁徙到位于北半球的日本和中国。湿地和家园也被提名列入首都特区遗产名录。

## 地理
杰卡的概念规划指定了沿着溪流的绿色缓冲区，并包括丛林公园。杰卡南部边界的最低点为628米，两条小溪将杰卡的水注入阿马鲁。该郊区东部边界海拔80米至708米。该郊区主要覆盖谷底，西北侧有三座山丘。

## 地质
该地区的岩石属于志留纪中晚期。它们被称为堪培拉组，由板岩、页岩和泥岩组成，其中还夹杂着少量的英安岩、灰岩和凝灰岩。